# Пибор (река)
Пибор је река која извире на падинама Етиопске висоравни у Етиопији и тече ка западу и северу кроз Јужни Судан. Дугачка је 320 km и њена површина слива износи око 10.000 км². Просечан проток је око 100 м³/сек. Улива се у реку Собат, тачније формира је заједно са реком Баро.